# Plessis-Barbuise
Plessis-Barbuise és un municipi francès situat al departament de l'Aube i a la regió del Gran Est. L'any 2007 tenia 152 habitants.

## Demografia

### Població
El 2007 la població de fet de Plessis-Barbuise era de 152 persones. Hi havia 62 famílies de les quals 18 eren unipersonals (9 homes vivint sols i 9 dones vivint soles), 9 parelles sense fills, 22 parelles amb fills i 13 famílies monoparentals amb fills.
La població ha evolucionat segons el següent gràfic:
Habitants censats

### Habitatges
El 2007 hi havia 79 habitatges, 63 eren l'habitatge principal de la família, 10 eren segones residències i 5 estaven desocupats. Tots els 77 habitatges eren cases. Dels 63 habitatges principals, 54 estaven ocupats pels seus propietaris, 7 estaven llogats i ocupats pels llogaters i 2 estaven cedits a títol gratuït; 9 tenien tres cambres, 19 en tenien quatre i 36 en tenien cinc o més. 54 habitatges disposaven pel capbaix d'una plaça de pàrquing. A 26 habitatges hi havia un automòbil i a 30 n'hi havia dos o més.

### Piràmide de població
La piràmide de població per edats i sexe el 2009 era:
| Homes | Edats   | Dones |
| ----- | ------- | ----- |
| 0     | 95 o +  | 0     |
| 0     | 90 a 94 | 0     |
| 0     | 85 a 89 | 4     |
| 0     | 80 a 84 | 0     |
| 0     | 75 a 79 | 0     |
| 0     | 70 a 74 | 8     |
| 0     | 65 a 69 | 0     |
| 12    | 60 a 64 | 8     |
| 0     | 55 a 59 | 4     |
| 8     | 50 a 54 | 4     |
| 0     | 45 a 49 | 8     |
| 8     | 40 a 44 | 0     |
| 4     | 35 a 39 | 8     |
| 8     | 30 a 34 | 12    |
| 0     | 25 a 29 | 0     |
| 0     | 20 a 24 | 0     |
| 0     | 15 a 19 | 0     |
| 4     | 10 a 14 | 4     |
| 8     | 5 a 9   | 0     |
| 0     | 0 a 4   | 4     |

## Economia
El 2007 la població en edat de treballar era de 90 persones, 64 eren actives i 26 eren inactives. De les 64 persones actives 61 estaven ocupades (31 homes i 30 dones) i 3 estaven aturades (3 homes). De les 26 persones inactives 7 estaven jubilades, 8 estaven estudiant i 11 estaven classificades com a «altres inactius».

### Ingressos
El 2009 a Plessis-Barbuise hi havia 67 unitats fiscals que integraven 165 persones, la mediana anual d'ingressos fiscals per persona era de 23.044 €.

### Activitats econòmiques
Dels 3 establiments que hi havia el 2007, 1 era d'una empresa extractiva, 1 d'una empresa alimentària i 1 d'una empresa de comerç i reparació d'automòbils.
L'any 2000 a Plessis-Barbuise hi havia 14 explotacions agrícoles que ocupaven un total de 928 hectàrees.

## Poblacions més properes
El següent diagrama mostra les poblacions més properes.